# Quique Estebaranz
Juan Enrique Estebaranz López (Madrid, 6 oktober 1965) - voetbalnaam Quique Estebaranz - is een voormalig Spaans profvoetballer. Hij speelde als aanvaller.

## Clubvoetbal
Quique Estebaranz begon als voetballer in de jeugd van Atlético de Madrid. Na een jaar bij Atlético Madrileño, het tweede elftal van de club, vertrok hij in 1988 naar Racing de Santander. De aanvaller bleef slechts één seizoen bij deze club. In 1989 werd CD Tenerife zijn nieuwe club, waar Quique Estebaranz tot 1993 speelde. In zijn prestaties bij CD Tenerife leverde hem in 1993 een plaats op in het Spaans nationaal elftal en een transfer naar FC Barcelona. Bij Barça was Quique Estebaranz vanwege de concurrentie met Romário, Christo Stoitsjkov, Michael Laudrup, Aitor Beguiristain en Julio Salinas vooral bankzitter. Hij mocht wel invallen in de UEFA Champions League-finale van 1994 tegen AC Milan, die door FC Barcelona met 4-0 werd verloren. Quique Estebaranz verving na 73 minuten Sergi Barjuán. In 1994 verliet hij FC Barcelona en speelde daarna nog voor Sevilla FC (1994-1996), CF Extremadura (1996-1997) en CD Ourense (1997-1999).

## Nationaal elftal
Quique Estebaranz speelde drie interlands voor het Spaans nationaal elftal. Zijn debuut maakte de aanvaller op 2 juni 1993 tegen Litouwen. In hetzelfde jaar speelde Quique Estebaranz nog tegen Chili op 8 september en Albanië op 22 september.